# Giffardia dolichocephala
Giffardia dolichocephala är en insektsart som beskrevs av George Willis Kirkaldy 1906. Giffardia dolichocephala ingår i släktet Giffardia och familjen dvärgstritar. Inga underarter finns listade i Catalogue of Life.